# Space Cabbie
Space Cabbie (también escrito como Taxista Espacial) es personaje de cómics de ciencia ficción creado para la editorial DC Comics por Otto Binder y Howard Sherman.

## Historia sobre la publicación
Space Cabbie apareció por primera vez en Mystery in Space Vol.1 #21 (agosto de 1954), escrito por Otto Binder y dibujado por Howard Sherman. El personaje reaparecería en la edición #24, la historia "El autoestopista del espacio", escrito por France Herron y otra vez dibujado por Sherman, ya partir de acá, se convirtió en una serie que se repetiría en Mystery in Space, el único ejemplo en el cual, fue la historieta que durante todo el tiempo estaba siendo impresa por primera vez para la serie. Además, Binder, junto con Gardner Fox escribió muchas apariciones, y la obra estuvo a cargo de Gil Kane y Bernard Sachs. La serie mensual de Space Cabbie continuó hasta 1958 con el Mystery in Space Vol. 1 #47; La última aparición del personaje como personaje protagónico sería en agosto de 1972, en From Beyond the Unknown Vol. 1 #18, una reimpresión de el arco "The Hitchiker of Space." Su última aparición en solitario, fue en un cómic denominado DC Super Stars Vol.1 #6, que fue publicado en agosto de 1976. Fue una reimpresión de una historia llamada "La limusina lujo del espacio". Otto Binder escribió esa historia también.
Desde entonces el Taxista Espacial ha hecho apariciones ocasionales en otros cómics, como Starman, y en DC Comics Presents Vol.1 #78.  Space Cabbie fue reintroducido para la nueva continuidad Los Nuevos 52 haciendo una pequeña aparición en el título Thereshold, una serie de historietas, donde se relataba una historia que se relacionaba a una recompensa/juego en el espacio.

## Biografía ficticia del personaje
Space Cabbie es un humano que trabajaba para una compañía intergaláctica de transporte de pasajeros, que viveía a mediados del siglo XXII, trabajando en la nave espacial de pasajeros conocida como el 9-Planet. Cuando era un niño, que creció entre cuando existía el tirano militar Ghengkis VII. Demostró tener aptitud para la navegación estelar. Durante las guerras aburridas del año 2146 d. C., fue piloto de combate. Tomó el puesto de trabajo como empleado y piloto de alquiler. Con el tiempo, se asumió la conducción del Cabb #7433. Él se convirtió en miembro de la "Orden cósmica de espacio de pilotos Cabbs y veteranos de guerras alienígenas.
Su primera aparición lo hizo narrando como una de sus primeras aventuras, contando cuentos relacionadas sobre la base de las tarifas de aquellos pasajeros a quien llevaba en su taxi. Durante las siguientes aventuras, tuvo que lidiar con un taxi robado, se encontraría con un doble exacto suyo y hasta tuvo que lidiar con una carta bomba. Entre sus aventuras se desarrollaron principalmente en la historieta "Mystery in Space". Cuando sus historias terminaban en dicha historieta alrededor del #47, justamente tendría que lidiar con tres dobles en su última historia de dicha revista. También se le ha visto conversando acerca de la exploración espacial con un amigo fuera de la serie donde se publicaba. Él es visto brevemente en la serie limitada "Challenge" en un duelo con Robin.
En algún momento dado, él taxista junto a su Cabb fue abordado por el cazarrecompensas Lobo para perseguir a una banda de motociclistas del espacio. Lobo deja de lado al Space cabbie, luego de que el taxista lo acusaran injustamente de conducción temeraria, de asesinato y otros delitos. En camino a la prisión, Lobo lo salva y vuelve a su Cabb. La discrepancia de este personaje de la Edad Moderna con el personaje proveniente del futuro es desarrollada en el "futuro", cuando se explica que cuando el Taxista Espacial le menciona al estrado y a los testigos, que él había tomado un día de descanso de su trabajo y viajó al presente para ayudarse con los gastos
Además, El Taxista Espacial también acoge a dos pasajeros que hablaban sobre el legado de "Starman", un nombre dado a varios héroes durante muchas décadas. También tiene un breve cameo cuando Timothy Hunter hace un viaje mágico al futuro.

### DC Renacimiento
Space Cabbie debuta en la nueva continuidad post-New 52 en la historieta de Hal Jordan y el Cuerpo de Linternas Verdes, donde es interrogado por el linterna verde Guy Gardner sobre información acerca del paradero de un grupo de rebeldes Sinestro Corps. En esta historia Cabbie es un taxista, contrabandista, y conductor que transporta a seres que viven en la clandestinidad.

## Otras apariciones
- Hace un cameo en el elseworld cuando se presenta un fenómeno del espacio-tiempo cuando este está siendo rasgado en JLA: El clavo.[17]

- En la historieta basada en la serie animada de la Liga de la Justicia Ilimitada, ayuda a Superman, cuando se funde el Espacio y tiempo al mismo tiempo, ambos viajan en pleno desarrollo del fenómeno.[18]

- Se gana una reputación al ser capaz de tomar cualquier persona en cualquier parte del universo.[19]

- Espacio taxista hace un cameo en el último número del cómic basado en la serie animada de  Batman: The Brave and the Bold cuando el Bati-duende está molesto por ver como el cómic será cancelado y establece formas para darle nuevas oportunidades a la historieta, que perdidas por los diferentes crossovers, entre esas historias existía una creada en donde quería que incluyera al Space Cabbie.[20]

## En otros medios

### Televisión
- Space Cabbie debuta por primera vez en la serie animada Justice League Action, con la voz de Patton Oswalt.[21] Esta versión existe en el presente y se muestra para mantener fotos de él y personajes importantes que ha transportado a diferentes partes del universo en una de sus viseras.

- - En "Follow That Space Cab!", ayuda a Superman y Hawkman a transportar a Mr. Mind a la Watchtower de la Liga de la Justicia, mientras evita a Lobo, que planea llevar a Mr. Mind a recoger la recompensa. Después, se hace un selfie con Superman y Hawkman.
  - En "Todos a bordo del tren espacial", Batman y Cyborg lo contratan para ayudarlo a lidiar con Kanjar Ro cuando él y sus secuaces secuestran un tren espacial. Bajo la sugerencia de Batman y Cyborg, Space Cabbie libera a Jonah Hex del hielo y los dos trabajan juntos para derrotar a Kanjar Ro.
  - En "Selfie Help", lleva a Batman de vuelta a la Watchtower de la Liga de la Justicia, se toma fotos de sí mismo con varios héroes y tropieza en una batalla entre Mujer Maravilla y algunos parademonios. Pensando rápidamente, ciega a algunos de los Parademonios con su flash de cámara, ayudando a Mujer Maravilla a ganar. Aunque la batalla resulta ser solo una simulación de entrenamiento, la heroína está impresionada con su valentía.
  - En "The Fatal Fare", el taxi de Space Cabbie está en mal estado porque ve un comercial del servicio de transporte de Roxy Rocket. Obtiene un cliente en forma de Darkseid, donde lo lleva a una de las lunas del planeta y le pagan en monedas Omega. Mientras trataba de conseguirle a Darkseid su recibo, tropieza con Darkseid, Desaad y Kanto torturando a Superman por el virus que usó en la caja madre. Después de engañar a Kanto para que lo deje llevarlo a la Tierra en lugar de a un lago lago ácido, Space Cabbie recluta a Hawkman y La Cosa del Pantano en rescatar a Superman. Después de que Superman envía a Darkseid al planeta de Schlough, el lago de Space Cabbie, Jack no puede reparar el taxi de Space Cabbie, lo que hace que Jack llame a Roxy Rocket para que los lleve. Antes de despegar, Roxy le informa a Space Cabbie que primero tendrá que detenerse en Schlough, lo que significa que Darkseid había solicitado sus servicios.
  - En "Boo-ray for Bizarro", Bizarro lleva a Space Cabbie a la Justice League Watchtower durante el ataque de Amazo, donde Bizarro considera que Space Cabbie es el "hombre más inteligente de la galaxia". Mientras Bizarro lucha contra Amazo, Space Cabbie lucha por liberar a los miembros cautivos de la Liga de la Justicia para que puedan cancelar el mensaje que atraería a los otros miembros de la Liga de la Justicia a una trampa.
  - En "Barehanded", ayuda a Hal Jordan a recuperar su anillo Green Lantern después de usar el baño. Más tarde, lo ayuda a recuperarlo, después de que abandona el nuevo Navegación GPS de Cabbie, parece conocer Green Lantern y revela que ella es una inteligencia artificial incorpórea sin memoria de su origen. Cabbie luego observa el despegue de la IA, buscando a alguien o algo.

- Space Cabbie hace un cameo en el episodio de Harley Quinn, "The Runaway Bridesmaid", donde recibe una llave de la ciudad del alcalde de Gotham por su papel en salvar la ciudad junto con la Liga de la Justicia.